# Felix Slade
Felix Joseph Slade (ur. 6 sierpnia 1788 r., zm.  29 marca 1868 r.) – angielski prawnik i kolekcjoner szkła, książek i wydruków. Członek Society of Antiquaries (1866) oraz filantrop, który wyposażył trzy oddziały Slade Professor of Fine Art, kolejno na Oxford University, Cambridge University i University College London. W Londynie utworzył także stypendia, które doprowadziły do powstania w 1817 roku Slade School of Fine Arts. Był również pośrednio odpowiedzialny za założenie Ruskin School of Drawing w Oksfordzie, które zostało sfinansowane przez profesora z Oxfordu, Johna Ruskina.